# Alojzy Orszulik
Alojzy Orszulik (ur. 21 czerwca 1928 w Baranowicach Śląskich, zm. 21 lutego 2019 w Łowiczu) – polski duchowny rzymskokatolicki, pallotyn, biskup pomocniczy siedlecki w latach 1989–1992, biskup diecezjalny łowicki w latach 1992–2004, od 2004 biskup senior diecezji łowickiej. Kawaler Orderu Orła Białego.

## Życiorys
Urodził się 21 czerwca 1928 w Baranowicach Śląskich w rodzinie rolniczej. Przed wybuchem II wojny światowej rozpoczął naukę w szkole podstawowej, kończąc do 1939 cztery klasy. Podczas okupacji pracował fizycznie jako stolarz, w zawodzie tym pozostał przez następne 3 lata po wojnie. Był członkiem stowarzyszenia Sodalicji Mariańskiej. W latach 1948–1951 kształcił się w Niższym Seminarium Duchownym Księży Pallotynów w Chełmnie, uzyskując świadectwo dojrzałości. W 1951 rozpoczął nowicjat w zgromadzeniu pallotynów w Ząbkowicach Śląskich. Studia filozoficzno-teologiczne odbył w latach 1952–1957 w Wyższym Seminarium Duchownym Księży Pallotynów w Ołtarzewie. Śluby wieczyste złożył 8 września 1956, zaś święceń prezbiteratu udzielił mu 22 czerwca 1957 w Ołtarzewie kardynał Stefan Wyszyński, prymas Polski. Od 1958 kontynuował studia na Wydziale Prawa Kanonicznego Katolickiego Uniwersytetu Lubelskiego, gdzie uzyskał kolejno magisterium i licencjat z prawa kanonicznego.
W latach 1961–1989 prowadził wykłady z prawa kanonicznego w Wyższym Seminarium Duchownym Księży Pallotynów w Ołtarzewie. W latach 1963–1966 był asystentem w Katedrze Prawa Rzymskiego na Akademii Teologii Katolickiej w Warszawie.
Od 1962 pracował w Sekretariacie Episkopatu Polski, w latach 1962–1968 na stanowisku referenta, a od 1968 do 1993 jako kierownik Biura Prasowego. W latach 1971–1973 prowadził rozmowy z przedstawicielami władz państwowych na temat ustawy o uwłaszczeniu Kościoła na Ziemiach Zachodnich i Północnych. Odtąd uczestniczył w rozmowach z władzami dotyczącymi stosunków między państwem i Kościołem. W listopadzie 1980 został członkiem-sekretarzem Komisji Wspólnej Przedstawicieli Episkopatu Polski i Rządu PRL. W związku z pełnieniem tej funkcji uczestniczył w przygotowaniach papieskich pielgrzymek do Polski. W latach 1981–1983 i 1987–1989 należał do zespołu legislacyjnego, który opracowywał projekt ustawy o stosunku państwa do Kościoła katolickiego. W Konferencji Episkopatu Polski został w 1983 sekretarzem pomocniczym, a w 1984 wiceprzewodniczącym Komisji ds. Środków Społecznego Przekazu, był ponadto członkiem Komisji ds. Wydawnictw Kościelnych i asystentem kościelnym w Kościelnym Komitecie Rolniczym i Fundacji Wspomagającej Zaopatrzenie Wsi w Wodę. W 1987 wszedł w skład Komisji Mieszanej Stolicy Apostolskiej i Episkopatu Polski ds. nawiązania stosunków dyplomatycznych między Watykanem i Polską. Brał udział w rozmowach w Magdalence i w obradach Okrągłego Stołu. Z nominacji papieża Pawła VI od 1974 do 1994 był konsultorem Papieskiej Rady ds. Środków Społecznego Przekazu.
8 września 1989 papież Jan Paweł II mianował go biskupem pomocniczym diecezji siedleckiej ze stolicą tytularną Vissalsa. Święcenia biskupie otrzymał 8 grudnia 1989 w katedrze Niepokalanego Poczęcia Najświętszej Maryi Panny w Siedlcach. Udzielił mu ich kardynał Józef Glemp, prymas Polski, któremu towarzyszyli arcybiskup Bronisław Dąbrowski, biskup pomocniczy warszawski, i Jan Mazur, biskup diecezjalny siedlecki. Jako dewizę biskupią przyjął słowa „Christo in aliis servire” (Służyć Chrystusowi w drugich). W latach 1989–1992 sprawował urząd wikariusza generalnego diecezji. Przyczynił się do utworzenia w diecezji Katolickiego Radia Podlasie.
25 marca 1992 został przeniesiony na urząd biskupa diecezjalnego nowo ustanowionej diecezji łowickiej. Tego samego dnia objął ją kanonicznie, zaś 12 kwietnia 1992 odbył ingres do katedry Wniebowzięcia Najświętszej Maryi Panny i św. Mikołaja w Łowiczu. W trakcie rządów w diecezji erygował Wyższe Seminarium Duchowne w Łowiczu (1992) i Kolegium Katechetyczne w Łowiczu, reaktywował kapitułę archikolegiacką w Łęczycy (1994), powołał diecezjalną Caritas (1992), a także założył diecezjalne Radio Victoria (1995). W 1999 podejmował w Łowiczu papieża Jana Pawła II. W 2003 nie zawiesił w wykonywaniu funkcji kapłańskich wikariusza z Witoni, który przez sąd pierwszej instancji został skazany na karę pozbawienia wolności i otrzymał zakaz wykonywania zawodu nauczyciela za molestowanie seksualne nieletnich. 27 marca 2004 Jan Paweł II przyjął jego rezygnację z obowiązków biskupa diecezjalnego diecezji łowickiej.
W latach 1989–1994 był zastępcą sekretarza Episkopatu Polski. W Konferencji Episkopatu Polski do 1994 był wiceprzewodniczącym, a w 1994 został przewodniczącym Komisji ds. Środków Społecznego Przekazu. Brał udział w pracach Komisji Prawnej, a także Komisji Wspólnej Episkopatu Polski i Rządu. W latach 1990–1993 jako delegat Stolicy Apostolskiej negocjował konkordat z polskim rządem. W 2004 był współkonsekratorem podczas sakry biskupa diecezjalnego łowickiego Andrzeja Dziuby.
Zasiadał w Kapitule Nagrody im. ks. bp. Romana Andrzejewskiego jako jej honorowy przewodniczący.
Zmarł 21 lutego 2019 w Łowiczu. 1 marca 2019 został pochowany w krypcie biskupów łowickich w podziemiach łowickiej katedry.

## Odznaczenia i wyróżnienia
Postanowieniem prezydenta RP Bronisława Komorowskiego z 4 listopada 2010 został odznaczony Orderem Orła Białego.
Nadano mu honorowe obywatelstwo gminy Wiskitki (1996) oraz miast: Łęczycy (2002), Łowicza (2003) i Głowna (2011).
Otrzymał komandorię Missio Reconciliationis, Nagrodę im. ks. bp. Romana Andrzejewskiego za rok 2008 i tytuł honorowego członka Łowickiego Towarzystwa Przyjaciół Nauk.